# Medina Azara
Medina Azara (em árabe: مدينة الزهراء; romaniz.: Madīnat al-Zahrā; lit. "Cidade de Zara"; em castelhano: Medina Azahara ou Medina al-Azhara) era uma cidade palatina ou áulica  localizada a cerca de 5 quilômetros de Córdova, em direção oeste, junto do monte da Desposada.

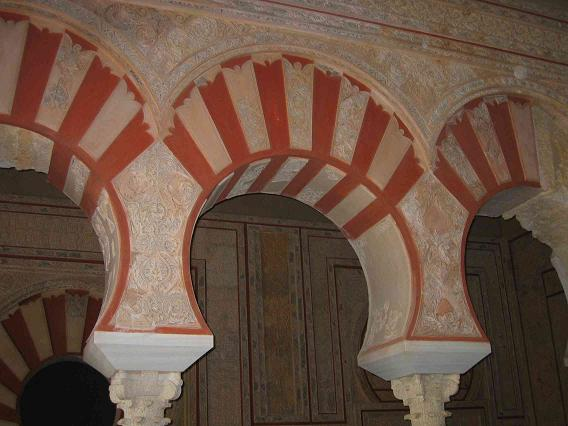
Medina Al-Azhara - Arcos em ferradura

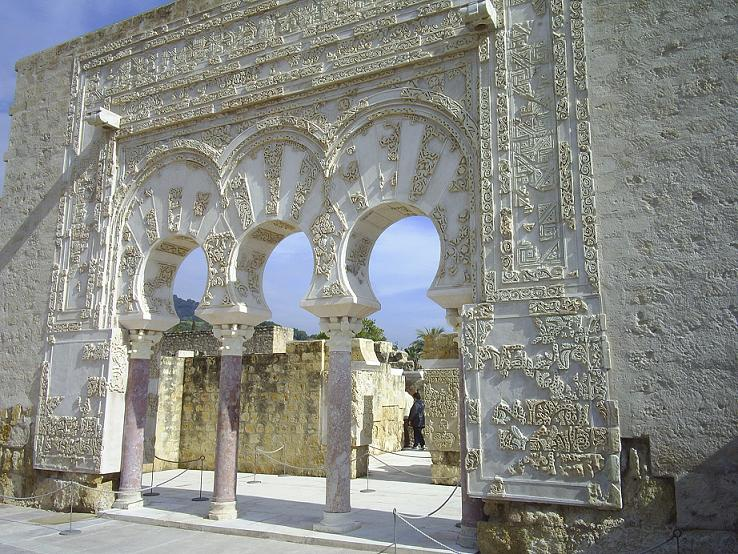
Porta do Primeiro Ministro

A sua construção começou no ano de 936 a mando do califa Abderramão III, e os principais motivos da sua construção foram de índole político-ideológica: a dignidade do califa exige a fundação de uma nova cidade, símbolo do seu poder, a imitação de outros califados orientais, sobretudo para mostrar a sua superioridade sobre os grandes inimigos, os fatímidas de Ifríquia, a zona norte do continente africano. Além de oponentes políticos, eram também no plano religioso, já que os fatímidas, xiitas, eram inimigos dos omíadas, majoritariamente do ramo islâmico sunita.
Outro motivo apontado foi a construção da medina em honra da mulher de Abderramão III, Zara. Viria a ser destruída e saqueada em 1010 por ocasião da fitna que levaria ao colapso do Califado. Este ataque riscaria a cidade do mapa durante quase um milénio. Atualmente prosseguem os trabalhos de escavação e recuperação da cidadela, iniciados em 1911 e actualmente subsidiados pelo governo espanhol, encontrando-se ainda apenas menos de 10% a descoberto. Foi classificada como Património Mundial pela UNESCO em 2018.

## História da construção
As obras começaram em 936, a cargo do mestre alarife Maslama ibne Abedalá. Em 945 ocorreu o translado da corte a esta cidade, que nesses momentos conta com a mesquita Aljama (941), embora a casa da moeda não se transladasse até 947-948. Porém, as obras prolongaram-se até o reinado de Aláqueme II, o que explica as similaridades estilísticas entre esta cidade e a ampliação da mesquita de Córdova, levadas a cabo por este filho e sucessor.
Situa-se nas faldas de Sierra Morena, ao pé da "Montanha da Desposada" (Yebel al-Arus) e em contato com o vale do Guadalquivir. A topografia em ladeira deste lugar explica a sua disposição em terraços ou níveis, o primeiro dos quais corresponde à zona residencial do califa, seguido pela zona oficial (casa dos vizires, corpo de guarda, salão rico, dependências administrativas, jardins…) para finalmente albergar a cidade propriamente dita (moradias, artesãos…) e a mesquita Aljama, separadas dos dois terraços anteriores por outra muralha específica para isolar o conjunto palatino.
Frente à ideia labiríntica e caótica característica do urbanismo muçulmano, Medina Azara apresenta uma planta retangular de aproximadamente 1500 metros por 750, com traçado ortogonal e uma rede de esgoto e abastecimento de água perfeitamente planejada. É considerada a maior superfície urbana construída de uma vez no Mediterrâneo.

## Arquitetura da cidade palatina

### Salão rico ou salão de Abderramão III

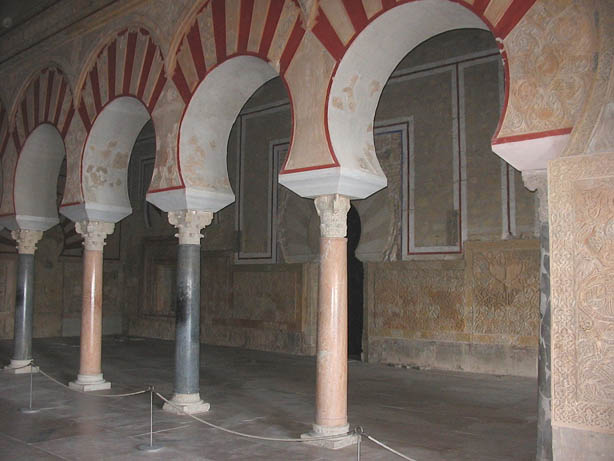
Salão rico

Atualmente só se tem escavado cerca de 10% da sua superfície total, entre a que se destaca o salão rico ou salão de Abderramão III, usado para a recepção de embaixadas importantes, bem como para celebrar as festas anuais de ruptura do jejum e dos sacrifícios, que ocorreram em Medina Azara de 971 a 976.
O salão Rico foi mandado a construir entre 953 e 957 por Abderramão III , como testemunham as inscrições epigráficas aparecidas nas pilastras no seu interior; tem planta basilical de três naves longitudinais com outra transversal na sua entrada que age de pórtico. Este salão está decorado com relevos de ataurique em mármore nos seus rodapés, seguido por relevos de diferentes motivos até a típica coberta de artesoado de madeira. As colunas alternam os fustes de mármore rosa e azul, terminados por cimácios e os típicos capitéis de vespeiro califais, desde os que arrancam os característicos arcos de ferradura, nos quais se dá a alternância de aduelas; é aqui onde se formalizam as características do arco de ferradura califal, onde o alfiz aparece como envoltório protetor do próprio arco. Sobre estes apoia-se o friso corrido em contato com o cobrimento de madeira. Destaca-se de todo o conjunto uma série de tabuleiros, cujo tema único é a árvore da vida.
Constitui a peça mestra do conjunto arquitetônico que inclui o Jardim Alto. Ambos, o salão e jardim, fazem parte de uma mesma concepção com forte simbolismo religioso e político, que tem por objeto a magnificação do califa.
A oriente do salão, e ligados com o mesmo, foram construídos um conjunto de cômodos pavimentados em mármore branco, bem como o chamado “pátio da pia”, que faz parte das estâncias prévias a um banho de reduzidas proporções.

### Casa dos vizires
A sala de cinco naves da Casa dos Vizires abre-se para uma larga e elevada calçada, da que baixam umas escadas para uma gigantesca praça quadrada, atualmente adaptada como jardim. Sobre a função deste edifício há diferentes opiniões. Durante muito tempo foi chamado “a Casa do Exército” pois as medidas da sala e da explanada parecem aludir a funções representativas. Contudo, atualmente acredita-se que o edifício estava a disposição do pessoal encarregue da administração.

### Muralha e porta norte
A medina esteve cercada por uma grossa muralha, que constitui mais um limite que um dispositivo militar estritamente defensivo. Somente foi escavado o trecho central da muralha norte, construída com silhares de pedra calcária, como toda a cidade, com corda e tição. Para o exterior é reforçada com torres retangulares e no interior apresenta contrafortes como reforço estrutural, para conter o empuxo das terras da ladeira.
No centro desta muralha norte rasga-se uma porta onde existia um caminho que ligava Medina Azara com Córdova. Este acesso norte ao alcácer apresenta uma disposição acotovelada, quebrada, que responde ao tipo de “portas em cotovelo” usadas na arquitetura militar islâmica. O que atualmente se observa corresponde à restauração realizada durante a década de 1930 por Félix Hernández, pois quase a totalidade da estrutura original  desapareceu devido às espoliações sofridas nos muros.

### Mesquita Aljama

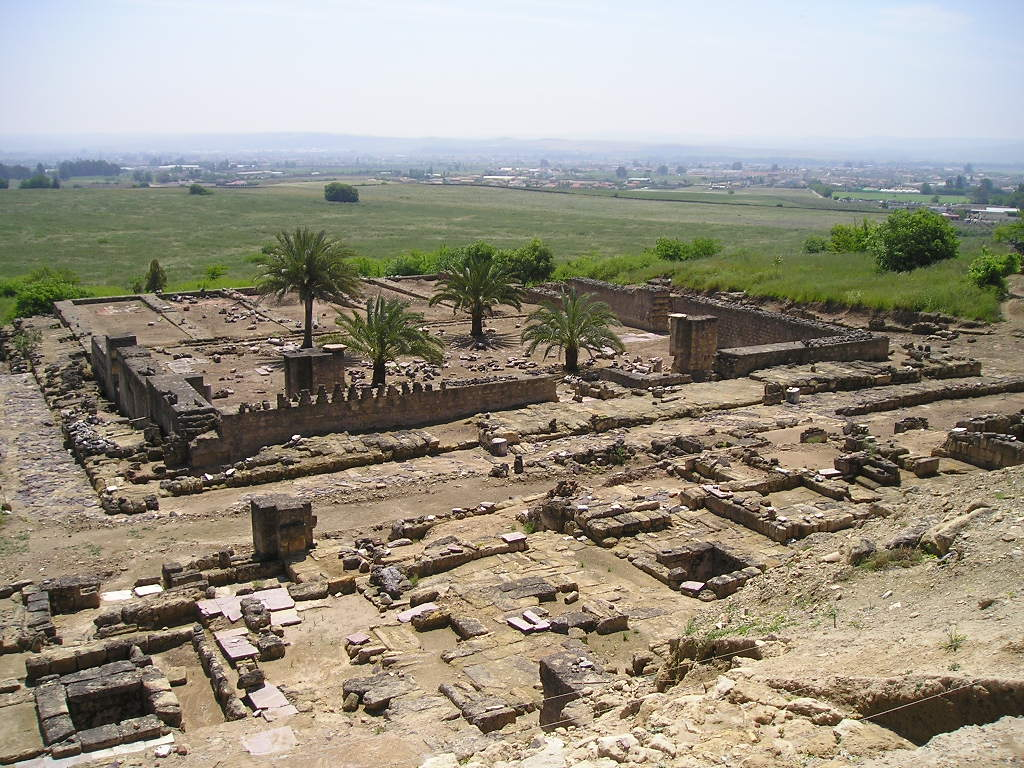
Mesquita Aljama

No terraço inferior situa-se a mesquita Aljama. De planta retangular, aparece orientada para sudeste e os seus elementos básicos (pátio, sala de oração e minarete) organizam-se segundo o esquema característico do ocidente islâmico. A sala de oração é de planta basilical, com cinco naves separadas por arcarias de ferradura. A noroeste ergue-se o minarete, de planta quadrada no exterior mas octogonal no interior.
No lateral oriental do Jardim Alto, um passadiço coberto (sabat) permitia o califa deslocar-se para o interior, salvando o desnível da rua com uma ponte da que apenas restam os seus baseamentos; assim penetrava na mesquita através da dupla quibla que dava à maqsura, construída com barro cozido. O restante do solo da sala de oração estava coberto com esteiras de esparto, alguns de cujos vestígios apareceram na escavação.
O exterior da mesquita apresentaria muros lisos com contrafortes coroados por ameias dentadas, centrando-se a sua decoração nas portas. Construíram-se uma série de cômodos frente à fachada principal da mesquita, que pela distribuição e local, podem ser identificados como uma casa de esmola (dar al-sadaka).

## História das suas escavações

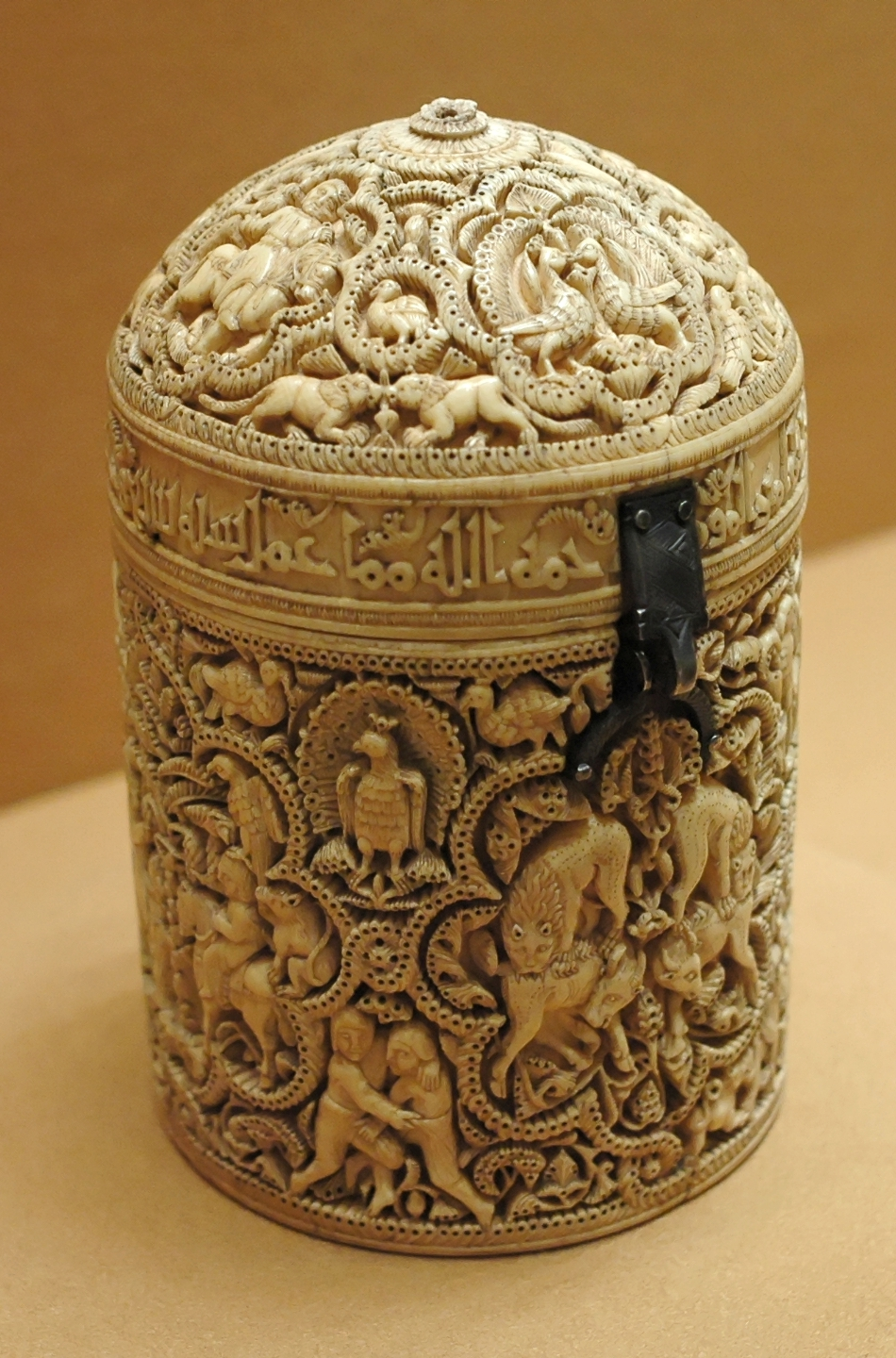
O, exposto no Museu do Louvre, Paris

Apesar da riqueza e solidez dos materiais empregues, Medina Azara não chegou a sobreviver nem um século após a sua construção, pois foi demolida e saqueada em 1010, como consequência da guerra civil (ou fitna) que pôs fim ao califado de Córdova. Seu saque e desmantelamento prosseguiu nos séculos sucessivos, pois foi usada como "canteira artificial" para a construção de outras edificações posteriores na cidade de Córdova.
Um dos objetos mais importantes encontrados foi a caixa de marfim com inscrições chamada de Píxide de Almogira [en], que é conservada no Museu do Louvre. As escavações oficiais começaram em 1911, e seguiram sem interrupção desde então. O arquiteto Félix Hernández Giménez foi o investigador que escavou a parte central do alcácer (uma superfície de 10,5 hectares), bem como foi restaurado o salão de Abderramão III. Em 1985, o conjunto passou a depender da Junta da Andaluzia, continuando as escavações da cidade palatina.
Em abril de 2007 começaram, pela primeira vez, escavações no exterior da zona do alcácer, com o fim de documentar o traçado da muralha sul da cidade, bem como de localizar alguma das portas secundárias e estruturas intramuros e correspondentes aos arrabais. O objetivo último desta escavação é possibilitar num futuro um itinerário de visita que transcorra, desde o novo centro de visitantes a sudeste do sítio arqueológico, através dos caminhos originais da cidade palatina. Entre as descobertas mais imediatas desta nova campanha destacam-se as fossas de espoliação da muralha, bem como uma mesquita.